# Katastralgemeinde Taggenbrunn
Die Katastralgemeinde Taggenbrunn ist eine von sechs Katastralgemeinden der Gemeinde Sankt Georgen am Längsee im Bezirk Sankt Veit an der Glan in Kärnten. Sie hat eine Fläche von 65,57 ha.
Die Katastralgemeinde gehört zum Sprengel des Vermessungsamtes Klagenfurt.

## Lage
Die Katastralgemeinde liegt im Westen der Gemeinde Sankt Georgen im Längsee, im Süden des Bezirks Sankt Veit an der Glan, östlich des Bezirkshauptorts. Landschaftlich liegt sie im Sankt Veiter Hügelland. Sie umfasst nur den Hügel im Bereich von wenigen hundert Meter rund um die Burg Taggenbrunn sowie eine Schotterstraße, die sich von dort über einen Kilometer nach Nordosten zur Ortschaft Dellach erstreckt. Die Katastralgemeinde erstreckt sich über eine Höhenlage von 495 m ü. A. am Westrand der Katastralgemeinde bis zu 645 m ü. A. im Bereich der Burgruine.

## Ortschaften
Auf dem Gebiet der Katastralgemeinde Taggenbrunn liegt ein Teil der Ortschaft Taggenbrunn sowie am südwestlichen Rand der Katastralgemeinde Nebengebäude eines zur Ortschaft Tschirnig gehörenden Hofs.

## Vermessungsamt-Sprengel
Die Katastralgemeinde gehört seit 1. Jänner 1998 zum Sprengel des Vermessungsamtes Klagenfurt. Davor war sie Teil des Sprengels des Vermessungsamtes St. Veit an der Glan.

## Geschichte
Ende des 18. Jahrhunderts wurden die Kärntner Steuergemeinden (später: Katastralgemeinden) gebildet und Steuerbezirken zugeordnet. Die Steuergemeinde Taggenbrunn wurde Teil des Steuerbezirks Maria Saal.
Im Zuge der Reformen nach der Revolution 1848/49 wurden in Kärnten die Steuerbezirke aufgelöst und Ortsgemeinden gebildet, die jeweils das Gebiet einer oder mehrerer Steuergemeinden umfassten. Die Steuer- bzw. Katastralgemeinde Taggenbrunn wurde Teil der Gemeinde Sankt Georgen. Die Größe der Katastralgemeinde wurde 1854 mit 112 Österreichischen Joch und 1.123 Klaftern (ca. 65 ha, entspricht also der heutigen Fläche) angegeben; damals lebten 93 Personen auf dem Gebiet der Katastralgemeinde.
Die Katastralgemeinde Taggenbrunn gehörte ab 1850 zum politischen Bezirk Sankt Veit an der Glan und zum Gerichtsbezirk Sankt Veit an der Glan. 1854 bis 1868 gehörte sie zum Gemischten Bezirk Sankt Veit an der Glan. Seit der Reform 1868 ist sie wieder Teil des politischen Bezirks Sankt Veit an der Glan und des Gerichtsbezirks Sankt Veit an der Glan.

## Siedlungsentwicklung
Zum Jahreswechsel 1979/1980 befanden sich in der Katastralgemeinde Taggenbrunn insgesamt 10 Bauflächen mit 10.318 m² und 17 Gärten auf 43.077 m², 1989/1990 gab es 9 Bauflächen. 1999/2000 war die Zahl der Bauflächen auf 14 angewachsen und 2009/2010 bestanden 9 Gebäude auf 14 Bauflächen.

## Bodennutzung
Die Katastralgemeinde ist landwirtschaftlich geprägt. 33 Hektar wurden zum Jahreswechsel 1979/1980 landwirtschaftlich genutzt und 24 Hektar waren forstwirtschaftlich geführte Waldflächen. 1999/2000 wurde auf 33 Hektar Landwirtschaft betrieben und 29 Hektar waren als forstwirtschaftlich genutzte Flächen ausgewiesen. Ende 2018 waren 18 Hektar als landwirtschaftliche Flächen genutzt und Forstwirtschaft wurde auf 20 Hektar betrieben. Die Zahlen spiegeln wider, dass in den letzten Jahren beträchtliche Teile des Waldes rund um die Burg gerodet und durch Weingärten ersetzt wurden. Die durchschnittliche Bodenklimazahl von Taggenbrunn beträgt 39,2 (Stand 2010).